# Кукшумбал
Кукшумба́л (рос. Кукшумбал, марій. Кӱкшымбал) — присілок у складі Совєтського району Марій Ел, Росія. Входить до складу Ронгинського сільського поселення.

## Населення
Населення — 1 особа (2010; 2 у 2002).
Національний склад (станом на 2002 рік):
- марі — 100 %